# Spit Bay
Spit Bay är en bukt vid ön Heard Island i Heard- och McDonaldöarna (Australien).